# Bo Vonk
Bo Vonk (Sassenheim, 28 maart 2000) is een Nederlands voetbalspeelster. Ze komt als verdediger uit voor ADO Den Haag in de Vrouwen Eredivisie.

## Clubcarrière
Vonk speelde bij Ter Leede, waar ze tussen de jongens speelde om ervaring op niveau op te doen. Ook werd zij straatvoetbalkampioen van Nederland, met een meisjes-team van het Rijnlands Lyceum. Als A-junior ging Vonk in een damesteam spelen, en stapte ze over naar ADO Den Haag. Hier speelde ze met het Talenteam in de Topklasse. Op 21 december 2018 maakte ze haar debuut in de Vrouwen Eredivisie. Na afloop van het seizoen 2023/24 werd Vonk benoemd tot speelster van het seizoen van ADO Den Haag vrouwen. Vonk verlengde in 2024 haar contract met een jaar. In juni 2025 tekende Vonk opnieuw een eenjarig contract in de Hofstad.

## Statistieken
| Seizoen | Club         | Land      | Competitie         | Wedstrijden | Doelpunten |
| ------- | ------------ | --------- | ------------------ | ----------- | ---------- |
| 2017/18 | ADO Den Haag | Nederland | Eredivisie         | 0           | 0          |
| 2018/19 | ADO Den Haag | Nederland | Eredivisie         | 5           | 0          |
| 2019/20 | ADO Den Haag | Nederland | Eredivisie         | 0           | 0          |
| 2020/21 | ADO Den Haag | Nederland | Eredivisie         | 8           | –          |
| 2021/22 | ADO Den Haag | Nederland | Vrouwen Eredivisie | 16          | 0          |
| 2022/23 | ADO Den Haag | Nederland | Vrouwen Eredivisie | 15          | 0          |
| 2023/24 | ADO Den Haag | Nederland | Vrouwen Eredivisie | 22          | 1          |
| 2024/25 | ADO Den Haag | Nederland | Vrouwen Eredivisie | 20          | 0          |
| Totaal  | Totaal       | Totaal    | Totaal             | 81          | 1          |

Laatste update: 27 juni 2025

## Privé
Vonk studeert aan de Haagse Academie voor Lichamelijke Opvoeding.
1 Lorsheijd ·
2 Vonk ·
3 Noordermeer ·
4 Pijnacker Hordijk ·
5 Nelemans ·
6 Raaijmakers  ·
7 Van Raay ·
8 Van den Goorbergh ·
9 Loonen ·
10 Van Oosten ·
11 Viehoff ·
14 Remmers ·
15 Van den Ende ·
16 Grimmius ·
18 Glotzbach ·
19 Boerboom ·
20 Van Mierlo ·
21 Burgers ·
23 Dupon ·
24 Van Egmond ·
35 Bol ·
Coach: Glotzbach
Assistent-coach: Van Tol